# Świętoniowa
Świętoniowa – wieś w Polsce położona w województwie podkarpackim, w powiecie przeworskim, w gminie Przeworsk.
W latach 1975–1998 miejscowość administracyjnie należała do województwa przemyskiego.
Miejscowość jest siedzibą parafii Matki Bożej Nieustającej Pomocy.

## Części wsi
| SIMC    | Nazwa         | Rodzaj    |
| ------- | ------------- | --------- |
| 0609221 | Jatki         | część wsi |
| 0609238 | Młyniska      | część wsi |
| 0609244 | Pod Wisłokiem | część wsi |
| 0609250 | Podkopanie    | część wsi |
| 0609267 | Szwaby        | część wsi |

## Historia
Archeologiczne dowody na istnienie na terenie Świętoniowej osadnictwa sięgają czasów starożytnych. Wykopaliska w lesie w Dębrzynie dowodzą, że już od IV w. p.n.e. zamieszkiwała te tereny ludność kultury pucharów lejkowatych. Kolejne wykopaliska wykazały osadnictwo od II w. p.n.e. do IV w n.e. w okresie kultury przeworskiej, której rozwój został w IV wieku wstrzymany z powodu najazdu ludów koczowniczych ze wschodu, podczas wielkich wędrówek ludów.
Świętoniowa powstała prawdopodobnie na przełomie XIII i XIV wieku. Za czasów książąt ruskich istniał prawosławny monaster, przy którego ruinach w XV wieku zamieszkiwał ruski kmieć Chodor Słowik. W schematyzmach łacińskich z 1878 roku i schematyzmach greckokatolickich z 1879 roku, podano wzmiankę o istnieniu monastyru: In dokumentio Spytkonis de Tarnow ex an. 1428, quo dotationem ecclesiae Przeworscensis innovat legitur: Swiatonowa Wola qui locus dictus fuit Monastyr quiat. Ecclesia Ruthenica Erat. Po przyłączeniu tych terenów w 1340 roku do Polski, ziemie te zasiedlali tylko chłopi polscy. Pierwsza wzmianka o wsi pochodzi z 1394 roku, gdy Jan z Tarnowa wydał przywilej, na mocy którego wieś Swantonowa Wola, została przekazana w darowiznę kanonikom regularnym Stróżom Grobu Chrystusowego w Przeworsku. 
Wieś była też wzmiankowana w regestrach poborowych, które zapisali poborcy podatkowi ziemi przemyskiej: w 1515 roku i w 1589 roku (wieś posiadała wówczas 3 łanów ziemi rolnej). W 1816 roku władze austriackie skasowały klasztor bożogrobców w Przeworsku, a pozostały sekularyzowany ostatni zakonnik Kacper Mizerski władał parafią do 1864 roku, następnie parafię przejęli duchowni diecezjalni. W 1931 roku zbudowano Dom Ludowy. W 1971 roku zbudowano most na Wisłoku (obecnie zamknięty dla ruchu pojazdów).

## Kościół
W 1921 roku ukończono budowę drewnianego kościoła pw. Matki Bożej Nieustającej Pomocy. W 1921 roku powstała ekspozytura, a w 1928 roku została erygowana samodzielna parafia. 21 maja 1952 roku spłonął kościół, prawdopodobnie z powodu niewygaszonej świecy. W 1957 roku proboszczem został ks. Franciszek Woś. W latach 1957–1959 wybudowano murowany kościół. 15 listopada 1959 roku bp Wojciech Tomaka poświęcił nowy kościół, a 30 października 1966 roku jego konsekracji dokonał bp Ignacy Tokarczuk.

## Oświata
Szkoła ludowa jednoklasowa w Świętoniowej powstała w 1908 roku. W 1913 roku oddano do użytku murowany budynek szkolny, a od 1914 roku szkoła stała się 2-klasowa. 10 lipca 1916 roku w szkole została urządzona kaplica, w której odprawiano msze święte dla miejscowej ludności. W latach 1940–1942 okupanci niemieccy przy szkole urządzili lotnisko wojskowe, a szkołę zamienili na biura i obserwatorium. 22 lipca 1944 roku nastąpiło wyzwolenie spod okupacji niemieckiej.
W 1945 roku szkoła rozpoczęła działalność jako 7-klasowa. W latach 1957–1969 w miejscowej szkole była Szkoła Przysposobienia Rolniczego, której wykładowcą był inż. Marian Jarzymowski. W latach 1968–1972 rozbudowano budynek szkolny. W 1999 roku na mocy reformy oświaty szkola została zmieniona na 6-letnią szkołę podstawową i 3-letnie gimnazjum. 25 czerwca 2014 roku patronem szkoły został ks. Franciszek Woś. W 2017 roku na mocy reformy oświaty przywrócono 8-letnią szkołę podstawową.

## Osoby związane z miejscowością
- ks. prał. Józef Niżnik – duchowny rzymskokatolicki, kustosz Sanktuarium św. Andrzeja Boboli w Strachocinie